# SN 2011bv
SN 2011bv – supernowa typu IIb odkryta 30 marca 2011 roku w galaktyce A130253-0402. W momencie odkrycia miała maksymalną jasność 18,80m.